# Джери, Мамаду Майга
Мамаду Майга Джери (фр. Mamadou Maïga Jerry; араб. مامادو مايغا جيري‎; 1972, Ансонго, Гао — 22 октября 2018, Бамако) — малийский и азавадский государственный и политический деятель. С 7 июня 2012 — вице-президент Азавада, член Временного правительства Азавада.

## Вице-президент Азавада
7 июня 2012 назначен Вице-президентом Азавада. Также Мамаду стал членом Временного правительства Азавада, установленного Национальным движением за освобождение Азавада. После захвата исламистами Азавада 15 июля 2012 бежал в Нигер.